# Pingasa chloroides
Pingasa chloroides is een vlinder uit de familie van de spanners (Geometridae). De wetenschappelijke naam van de soort is voor het eerst geldig gepubliceerd in 1998 door Galsworthy.